# Nils Mörner (företagsledare)
Nils Göran Gustaf Mörner, född 8 september 1936 på Björksund i Tystberga församling i Södermanlands län, är en svensk greve och företagsledare.

## Biografi
Nils Mörner avlade reservofficersexamen 1958, gick ut Lantmannaskolan i Svalöv 1959, studerade vid Cornell University i USA 1960–1961, tog företagsekonomexamen 1961 och studerade vid Stanford University i USA 1969–1970.
Mörner var VD för Nordisk elektronik AB 1966–1973, direktör och avdelningschef hos A Johnson & Co HAB 1973, vice VD för Datema AB 1976, vice VD för Rederi SB Nordstjernan 1979 och VD för Björksund förvaltnings AB och VD för Reydar Seafood AB.
År 1972 blev han kapten i Flygvapenets reserv, är styrelseledamot i Nortec Electronics AB samt äger och brukar Björksunds gård i Tystberga.
Nils Mörner tillhör den grevliga ätten Mörner af Morlanda. Hans föräldrar var jägmästaren, greve Carl Göran Mörner och Mona, ogift Mannerheim. Han var 1965–1983 gift med Antonia Ax:son Johnson och från 1985 med Cecilia Schnell (född 1953). Han är far till Alexandra Mörner, Caroline Mörner Berg, Axel Mörner och Sophie Mörner.